# Henry Lefèvre
Pour les articles homonymes, voir Lefèvre.
Henry Lefèvre, né le 29 août 1825 à Blois et mort le 4 juillet 1877 à Cauterets (Hautes-Pyrénées) , est un homme politique français, député des Alpes-Maritimes sous la Troisième République.

## Biographie
Ingénieur civil et entrepreneur de travaux publics, Henry Lefèvre arrive à Nice à l'occasion de la construction de la construction de la ligne de chemin de fer entre Toulon et cette ville, en 1860.
Républicain, il est battu lors des élections législatives du 8 février 1871, mais parvient à se faire élire le 2 juillet 1871. 
Membre de l'Union républicaine (gauche), il est ensuite élu le 20 février 1876 dans la circonscription de Puget-Théniers, mais décède en cours de mandat, après avoir été un des 363 députés opposants lors de la crise du 16 mai 1877.

## Mandats
- Députés des Alpes-Maritimes, juillet 1871-juillet 1877